# Казанджилер джамия
Казанджилер или Казанджилар джамия (на македонска литературна норма: Казанџилер џамија) е бивш мюсюлмански храм в Скопие, столицата на Северна Македония.
Джамията е изградена в XVII век от казанджийския еснаф в Скопската чаршия. Представлявала е скромна сграда. В 1963 година е почти изцяло разрушена от Скопското земетресение. Образувала е единен комплекс с Куршумли хан и Гюлчилер хамам.